# 仙桃洞
仙桃洞（：／ Seondo dong */?）是大韩民国庆尚北道庆州市下辖的洞。

## 主要设施
- 文化高等學校
- 新羅高等學校
- 慶州情報高等學校
- 慶州大學
- 新羅太宗武烈王陵碑
- 金庾信墓
- 真興王陵
- 金仁問墓
- 西岳書院